# Ганс Ліска
Ганс Ліска (нім. Hans Liska; 19 листопада 1907, Відень, Австрія — 26 грудня 1983, Вертхайм-на-Майні, Німеччина) — австрійський живописець,  художник та ілюстратор.

## Біографія
Ліска навчався в економічній школі та працював бюрократом. Завдяки своїй роботі піаніста Ліска вступив до Віденського університету прикладних мистецтв. Там його вчителем був Бертольд Леффлера (друга Оскара Кокошки).
Потім Ліска працював комерційним художником у Санкт-Галлені у Швейцарії, а потім вступив до академії мистецтв в Мюнхені (Königliche Kunstgewerbeschule München) як учень Еміля Преторіуса та Вальтера Тойча.
Улльштейн Верлаг заохотив Ганса вступити до Академії мистецтв у Берліні на Штайнплац як учень Фердинанда Шпігеля. Після початку Другої світової війни його призвали у солдати і до Пропагандистських рот вермахту (спеціальний військовий підрозділ, для виконання пропагандистських дій у часи Другої світової війни) виконувати обов'язки художника. В багатьох журналах публікувалися його малюнки різних битв та навіть у країнах, які не мали відношення до війни. Дві його роботи «Юнкерс» (нім. Junkers) 1942 року і 1944 року (Ганс Ліска) є цінними для колекціонування. З 1933 по 1944 рік він працював ілюстратором для Berliner Illustrirte Zeitung (з нім. «Берлінська ілюстрована газета»), особливо для спеціального випуску літніх Олімпійських ігор 1936 року, а також для пропагандистського журналу Signal (з нім. Сигнал). Він зробив нарис «найбільшого ательє у світі». У Балдамі поблизу Мюнхена Йозеф Торак мав побудувати гігантську студію за рішенням Альберта Шпеера. Студія призначалася для з'їзду Націонал-соціалістичної німецької робочої партії у Нюрнберзі. Будівля виглядає як жива модель (наприклад, кінь), потім звукова форма, потім чотириметрова модель заввишки і, нарешті, вражаюча статуя коня. На другому фото показано транспортування завершених скульптур коней до залізниці, щоб доставити до пункту призначення.
Після закінчення війни Ліска залишився в Німеччині. Його зошит з малюнками під назвою «Skizzenbuch aus dem Kriege» був опублікований у 1944 році Бурбанком у Берліні. Але у 1945 році був внесений разом зі всіма перекладами до «списку забороненої літератури» під номером 17549.
У 1948 році Ліска одружився з Елізабет (дівоча фамілія Шмід, 1922 року народження) у Шесліці поблизу Бамберга. У них народилося дві дівчинки, Анжеліка та Габріель.
У Шесліці Ліска почав малювати для журналів Quick і Hörzu. Протягом багатьох років він працював у сфері реклами. Більшу кількість часу він пропрацював в автомобільній компанії Daimler-Benz, а також у кельнійських компаніях Ford і Mühlens (4711). Серед інших працедавців були Galeria Kaufhof, Degussa, Märklin, Quelle, компанія з виробництва фарб Hoechst, пивоварня Lederer Bierkontor, компанія Henkell &amp; Co. Sektkellerei є виробником Sekt з виробництва ігристого вина і пивоварня копченого пива Schlenkerla (Бамберг). Його книжки з малюнками міст, таких як Зальцбурга, Бамберга, Кельна, Кульмбаха та Франконії публікувалися починаючи з 1960 року.
Фарфорова компанія Kaiser у Бад-Штаффельштайні створювала безліч глечиків та порінгерів (неглибока миска). Але особлива увага приділялася тарілкам, на яких зображували ілюстрації Ліски. На посуді зобразили понад 200 малюнків міст, таких як Аахен, Берлін, Данціг, Кенігсберг, Мюнхен, Вроцлав та інші.
У 1982 році Ліска опублікував серію картин Zauber der Bühne, на це вплинула любов Ліски до опери Моцарта. Ліска зізнався, що йому до вподоби роботи Макса Ернста, Оскара Кокоші та Пабло Пікассо у своїй ілюстрованій автобіографії Malerisches Kulmbach (1985).
Ганса Ліска загинув 26 грудня 1983 року через декілька днів після інсульту.